# Henri Roche
Henri Roche est un architecte du XVIIe siècle, surintendant des œuvres publiques de la ville de Bordeaux.

## Biographie
Henri Roche a réalisé pour les frères Martin la construction de leurs maisons. Ces demeures sont l'Hôtel Martin et l'Hôtel de Laubardemont. Henri Roche utilise aux angles des fenêtres de ses hôtels des mascarons. Ces hôtels particuliers sont terminés vers 1612, ils marquent le début de l'époque classique à Bordeaux. 
Entre 1625 et 1628, Henri Roche dirige, rue du Hâ (actuelle rue du Commandant-Arnould), les travaux de la chapelle du couvent des Filles de Notre-Dame, dans un style baroque. Cette congrégation a été fondée par Jeanne de Lestonnac, nièce de Michel de Montaigne. Abandonnée pendant la Révolution, la chapelle est affectée en 1805 au culte réformé et devient le temple du Hâ.
En 1626, Henri Roche réalisa la reconstruction du château de Lormont pour le cardinal François d'Escoubleau de Sourdis, puis pour son frère Henri d'Escoubleau de Sourdis. 

## Réalisations
- Hôtel Martin  (1607-1612)
- Hôtel de Laubardemont  (1608-1612)
- Chapelle du couvent des Filles de Notre-Dame  (1625-1638)
- Château de Lormont

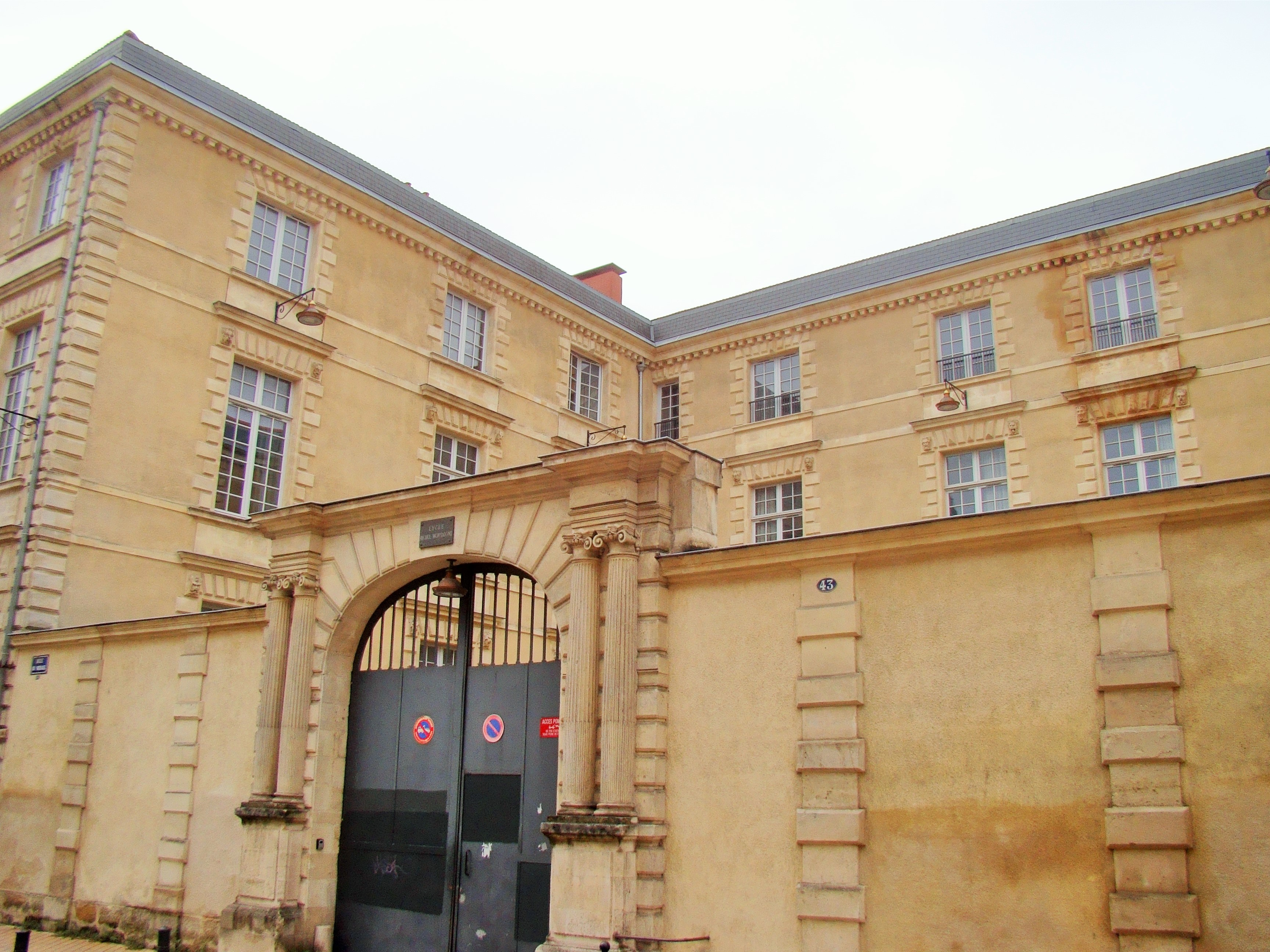
Hôtel Martin (1607-1612).
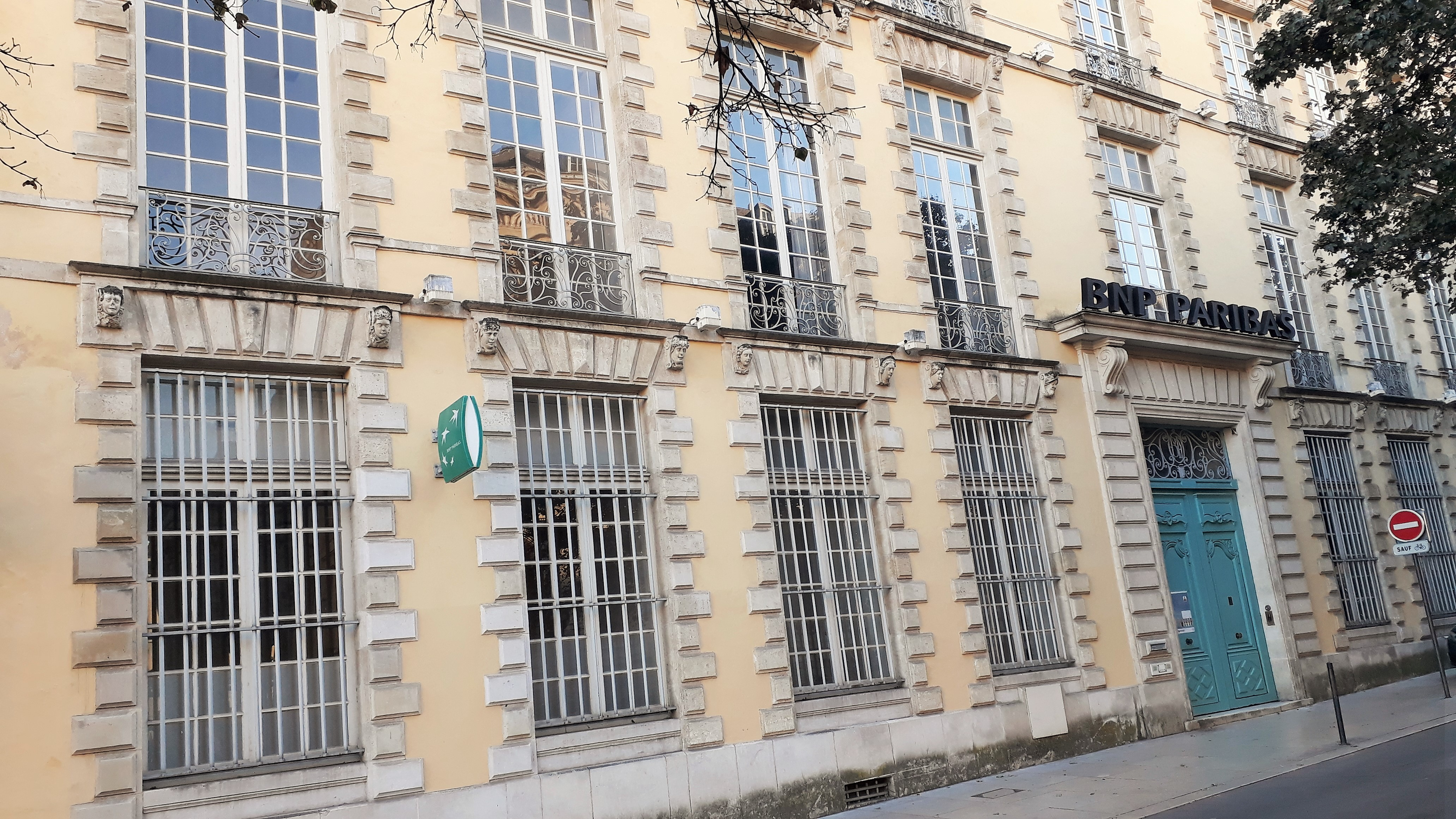
Hôtel de Laubardemont (1608-1612).
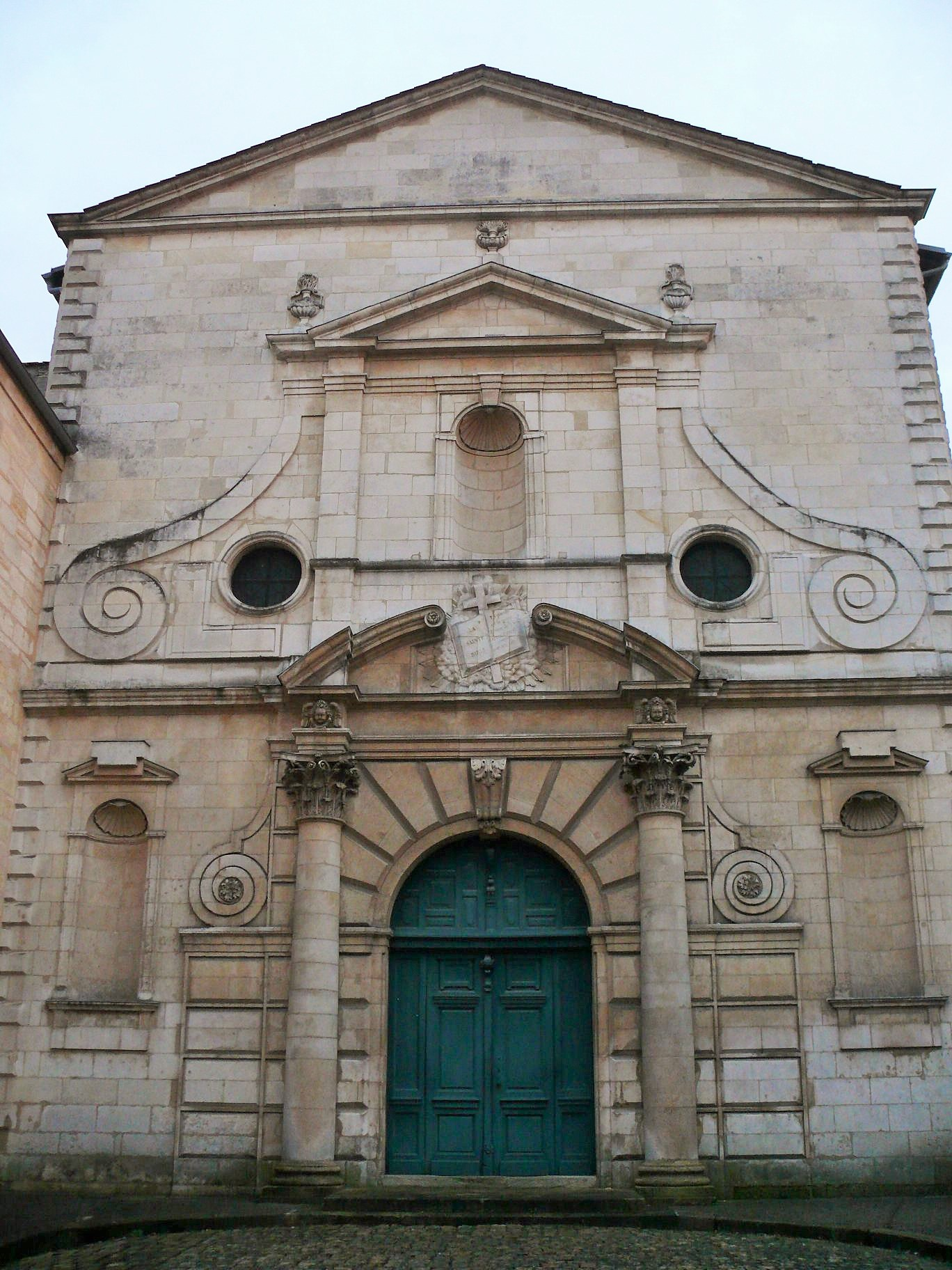
Le temple du Hâ, ancienne chapelle du couvent des Filles de Notre-Dame (1625-1638).